# Deutsche Ringermeisterschaften 1895
Die 2. Deutschen Ringermeisterschaften wurden 1895 in Mülheim am Rhein im griechisch-römischen Stil ausgetragen. Es gab nur einen Wettbewerb, da es keine Gewichtsklassen gab. Sieger wurde der Mülheimer Peter Stiehl, gefolgt von zwei weiteren Mülheimern.

## Ergebnisse
| Platz | Sportler         | Verein                               |
| ----- | ---------------- | ------------------------------------ |
| 1     | Peter Stiehl     | Stemm- und Ringclub Mülheim am Rhein |
| 2     | Willi Hufenstuhl | Stemm- und Ringclub Mülheim am Rhein |
| 3     | Adolf Stiehl     | Stemm- und Ringclub Mülheim am Rhein |